# Мінна (Нігерія)
Мі́нна (англ. Minna) — місто в центральній частині Нігерії. Адміністративний центр штату Нігер.
Населення міста становить 304 113 осіб (2007; 72 тис. в 1975).
Вузол автошляхів. Залізнична станція на Західній залізничній магістралі Лагос-Кано. Від міста відходить залізнична гілка до Баро. Аеропорт.
Місто є торговим центром сільськогосподарського району (бавовник, кукурудза, ямс, бобові, тютюн). Неподалік ведеться видобуток золота.
У місті працюють підприємства текстильної, швейної та металообробної промисловості.
Місто має університет — Технологічний Федеральний університет.
У місті народились 8-ий (Ібрагім Бабангіда) та 10-ий (Абдусалам Абубакар) президенти Нігерії.